# Onesia fae
Onesia fae este o specie de muște din genul Onesia, familia Calliphoridae, descrisă de Hiromu Kurahashi și Miranda în anul 1988.
Este endemică în Filipine. Conform Catalogue of Life specia Onesia fae nu are subspecii cunoscute.